# تپه ده‌سواران ۲۲
تپه ده سواران ۲۲ مربوط به دوران پارینه‌سنگی جدید - دوران فرادیرینه‌سنگی است و در شهرستان کرمانشاه، بخش مرکزی، دهستان دورود فرامان، ۱/۵ کیلومتری جنوب شرق روستای ده سواران واقع شده و این اثر در تاریخ ۲۶ اسفند ۱۳۸۷ با شمارهٔ ثبت ۲۵۶۰۶ به‌عنوان یکی از آثار ملی ایران به ثبت رسیده است.